# Шаймуратово
Шаймура́тово (рос. Шаймуратово, башк. Шайморат) — село у складі Кармаскалинського району Башкортостану, Росія. Адміністративний центр Шаймуратовської сільської ради.
Населення — 776 осіб (2010; 982 в 2002).
Національний склад:
- башкири — 64 %
- татари — 33 %